# اللجنة الكهرتقنية الدولية
اللجنة الكهرتقنية الدولية (بالإنجليزية: International Electrotechnical Commission اختصاراً IEC) (بالفرنسية: Commission électrotechnique internationale) هي منظمة دولية غير حكومية غير ربحية تأسست في عام 1906 معنية بوضع ونشر معايير دولية للكهرباء والإلكترونيات والتقنيات المتعلقة بها. معايير اللجنة تغطي مجال عريض من التقنيات بدءًًا من توليد الطاقة الكهربائية ونقلها وتوزيعها على الأجهزة المنزلية والتجهيزات المكتبية إضافة إلى أشباه الموصلات والألياف البصريةوالبطاريات والطاقة الشمسيةوتقنية النانو والطاقة البحرية بالإضافة إلى العديد من التقنيات الأخرى.
يشمل ميثاق اللجنة جميع التقنيات الكهربائية بما في ذلك إنتاج وتوزيع الأجهزة الإلكترونية، والمغانط والمغانط الكهربائية، والصوتيات الكهربائية، والوسائط المتعددة، والإتصال عن بعد، والتقنيات الطبية وكذلك المجالات المرتبطة بها مثل المصطلحات والرموز والتوافق الكهرطيسي والقياس والأداء والتصميم والتطوير والسلامة والبيئة.

## الأعضاء

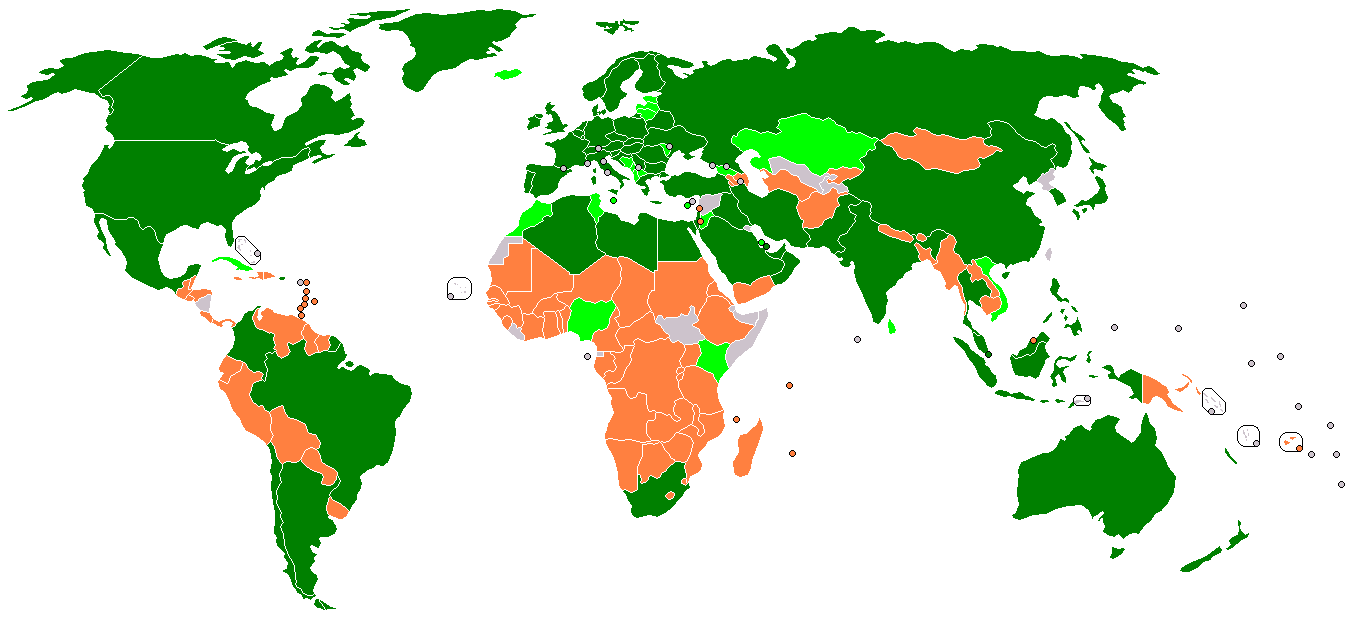
دول كاملة العضوية
أعضاء مشاركين
تابعين

تقسم عضوية اللجنة إلى ثلاث فئات:

### أعضاء كاملي العضوية
وعددهم 59 عضو:
| إسبانيا                  | الجزائر      | كندا             |
| إسرائيل                  | جنوب إفريقيا | كوريا الجنوبية   |
| الإمارات العربية المتحدة | الدنمارك     | كولومبيا         |
| إندونيسيا                | روسيا        | لوكسمبورغ        |
| إيطاليا                  | رومانيا      | ليبيا            |
| الأرجنتين                | السعودية     | ماليزيا          |
| أستراليا                 | سلوفاكيا     | ألمانيا          |
| أوكرانيا                 | سلوفينيا     | المجر            |
| أيرلندا                  | سنغافورة     | مصر              |
| باكستان                  | السويد       | المكسيك          |
| البرازيل                 | سويسرا       | المملكة المتحدة  |
| البرتغال                 | صربيا        | النرويج          |
| بلجيكا                   | الصين        | النمسا           |
| بلغاريا                  | العراق       | نيوزيلندا        |
| بولندا                   | عُمان         | الهند            |
| بيلاروس                  | فرنسا        | هولندا           |
| تايلاند                  | الفلبين      | الولايات المتحدة |
| تركيا                    | فنلندا       | اليابان          |
| جمهورية التشيك           | قطر          | اليونان          |
| تشيلي                    | كرواتيا      |                  |

### الاعضاء المشاركين
ويبلغ عددهم 23 عضو:
| إستونيا         | مقدونيا        | كينيا    |
| الأردن          | جورجيا         | لاتفيا   |
| آيسلندا         | سريلانكا       | ليتوانيا |
| ألبانيا         | فيتنام         | مالطا    |
| البحرين         | قبرص           | المغرب   |
| البوسنة والهرسك | كازاخستان      | مولدوفا  |
| تونس            | كوبا           | نيجيريا  |
| الجبل الأسود    | كوريا الشمالية |          |

### الأعضاء التابعين
إضافة إلى الأعضاء كاملي العضوية والمشاركين، وبهدف الوصول إلى أكبر عدد ممكن من الدول أطلقت اللجنة في العام 2001 برنامج يدعوا الدول للإنظام كدول تابعة للمنظمة. وعدد هذه الدول حتى الآن هو 37 دولة:
| الدولة                      | تاريخ الانضمام               | الدولة          | تاريخ الانضمام               |
| --------------------------- | ---------------------------- | --------------- | ---------------------------- |
| إرتريا                      | 1 آب / أغسطس 1999            | سانت لوسيا      | 1 نيسان / أبريل 2002         |
| الإكوادور                   | 1 نيسان / أبريل 2003         | السلفادور       | 1 شباط / فبراير 2008         |
| إثيوبيا                     | 1 حزيران / يونيو 2002        | السنغال         | 1 نيسان / أبريل 2002         |
| أذربيجان                    | 27 حزيران / يونيو 2011       | إسواتيني        | 1 حزيران / يونيو 2003        |
| أرمينيا                     | 1 تشرين الثاني / نوفمبر 2001 | السودان         | 1 نيسان / أبريل 2004         |
| أفغانستان                   | 1 كانون الثاني / يناير 2007  | سورينام         | 4 تشرين الثاني / نوفمبر 2008 |
| أنتيغوا وباربودا            | 1 أيار / مايو 2002           | سيراليون        | 1 آذار / مارس 2003           |
| أنغولا                      | 1 تموز / يوليو 2002          | سيشل            | 1 تشرين الثاني / نوفمبر 2001 |
| الأوروغواي                  | 1 أيلول / سبتمبر 1996        | الغابون         | 1 شباط / فبراير 2007         |
| أوغندا                      | 1 تشرين الثاني / نوفمبر 2001 | غامبيا          | 1 آذار / مارس 2008           |
| بابوا غينيا الجديدة         | 1 أيار / مايو 2004           | غانا            | 1 تشرين الثاني / نوفمبر 2001 |
| باراغواي                    | 1 كانون الأول / ديسمبر 2001  | غرينادا         | 1 تشرين الثاني / نوفمبر 2001 |
| باربادوس                    | 1 تشرين الثاني / نوفمبر 2001 | غواتيمالا       | 1 تشرين الثاني / نوفمبر 2001 |
| بروناي                      | 1 تشرين الثاني / نوفمبر 2001 | غيانا           | 1 تشرين الثاني / نوفمبر 2001 |
| بليز                        | 1 نيسان / أبريل 2002         | غينيا           | 1 كانون الثاني / يناير 2007  |
| بنما                        | 1 نيسان / أبريل 2003         | غينيا بيساو     | 1 تشرين الثاني / نوفمبر 2006 |
| بنغلاديش                    | 1 تشرين الثاني / نوفمبر 2001 | فلسطين          | 1 نيسان / أبريل 2009         |
| بنين                        | 1 تشرين الثاني / نوفمبر 2001 | فيجي            | 1 تشرين الثاني / نوفمبر 2001 |
| بوتان                       | 1 تموز / يوليو 2006          | قرغيزستان       | 1 كانون الأول / ديسمبر 2003  |
| بوتسوانا                    | 1 تشرين الثاني / نوفمبر 2001 | الكاميرون       | 1 آذار / مارس 2005           |
| بوركينا فاسو                | 1 تشرين الثاني / نوفمبر 2001 | كمبوديا         | 1 تشرين الثاني / نوفمبر 2001 |
| بوروندي                     | 1 نيسان / أبريل 2002         | ساحل العاج      | 1 أيلول / سبتمبر 2003        |
| بوليفيا                     | 1 تشرين الثاني / نوفمبر 2001 | كوستاريكا       | 1 شباط / فبراير 2000         |
| بيرو                        | 1 أيلول / سبتمبر 2002        | جمهورية الكونغو | 1 حزيران / يونيو 2008        |
| تركمانستان                  | 1 كانون الأول / ديسمبر 2001  | لاوس            | 1 حزيران / يونيو 2002        |
| ترينيداد وتوباغو            | 1 كانون الثاني / يناير 2007  | لبنان           | 1 تشرين الثاني / نوفمبر 2001 |
| تشاد                        | 1 حزيران / يونيو 2008        | ليسوتو          | 1 تموز / يوليو 2005          |
| تنزانيا                     | 1 تشرين الثاني / نوفمبر 2001 | مالاوي          | 1 تشرين الثاني / نوفمبر 2001 |
| توغو                        | 1 نيسان / أبريل 2006         | مالي            | 1 تشرين الثاني / نوفمبر 2001 |
| جامايكا                     | 1 تشرين الثاني / نوفمبر 2001 | مدغشقر          | 1 نيسان / أبريل 2005         |
| جزر البهاما                 | 17 تموز / يوليو 2012         | منغوليا         | 1 كانون الأول / ديسمبر 2001  |
| جزر القمر                   | 1 تشرين الثاني / نوفمبر 2001 | موريتانيا       | 1 أيار / مايو 2002           |
| جمهورية الدومينيكان         | 1 آب / أغسطس 2005            | موريشيوس        | 1 تشرين الثاني / نوفمبر 2001 |
| جمهورية الكونغو الديمقراطية | 1 تشرين الثاني / نوفمبر 2001 | موزمبيق         | 1 آذار / مارس 2003           |
| جمهورية إفريقيا الوسطى      | 15 نيسان / أبريل 2008        | ميانمار         | 1 تشرين الثاني / نوفمبر 2007 |
| جنوب السودان                | 9 نيسان / أبريل 2013         | ناميبيا         | 1 تشرين الثاني / نوفمبر 2001 |
| دومينيكا                    | 1 أيار / مايو 2002           | نيبال           | 1 تشرين الثاني / نوفمبر 2001 |
| رواندا                      | 1 تشرين الثاني / نوفمبر 2001 | النيجر          | 1 أيلول / سبتمبر 2006        |
| زامبيا                      | 1 آذار / مارس 2002           | هايتي           | 1 أيار / مايو 2002           |
| زيمبابوي                    | 1 تشرين الثاني / نوفمبر 2001 | هندوراس         | 1 آب / أغسطس 2007            |
| سانت فينسنت والغرينادين     | 1 كانون الثاني / يناير 2008  | اليمن           | 1 نيسان / أبريل 2002         |
| سانت كيتس ونيفيس            | 12 أيلول / سبتمبر 2013       |                 |                              |

## اقرأ أيضًا
- النظام الأوروبي للمعايير
- أيزو